# Mondrali
Mondrali is een bestuurslaag in het regentschap Nias van de provincie Noord-Sumatra, Indonesië. Mondrali telt 450 inwoners (volkstelling 2010).